# Google Glass
Google Glass е тип преносим оптичен дисплей, който е прикрепен към главата на потребителя. Разработен е от Google, като основната концепция е да възпроизвежда информация върху дисплея, без да се налага ползването на ръце. Потребителят използва Интернет през Google Glass чрез гласови команди на съответния естествен език (английски, немски, български и др.). От 14 април 2013 Google започна на продава прототип за ограничено време на цена 1500 щатски долара за потребители определени като „Glass Explorers“. От 15 май 2014 прототипа се продава без ограничение на бройката, но не за масова употреба.
На 15 януари 2015 Google обявиха, че спират производството на прототипа, понеже са приключили експерименталната фаза на проекта.

## Разработка
Технологията Google Glass е разработена от Google X – подразделение на Google, чиято основна дейност са високо-технологичните разработки (като например автомобили управлявани от компютър).
В сравнение с предхождащите го като технологичен замисъл устройства, дизайнът на Google Glass е по-малък и по-тънък.
Чисто визуално, той напомня на стандартните очила. Разликите се състоят в замяната на оптичните стъкла с така нареченият оптичен дисплей за носене на глава. Този тип дисплеи позволяват показването на информация върху тях, без да е необходимо потребителят на устройството да отмества своя поглед от обичайното си положение. В средата на 2011 г., Google проектира прототип тежащ 3,600 грама. Последващите етапи на разработка водят до значително редуциране на теглото, като в началото на 2013 г. теглото на Google Glass е под средното на обикновен чифт очила.
През април 2013 г. от Google представят модела Explorer Edition, като началната му цена за Съединените щати е 1,500 долара.
След завършване на разработката, през април 2012 г., появата на Google Glass е публично обявена. Месец по-късно от Google осъществяват за първи път демонстрация как устройството може да бъде използвано за заснемане на видео.
Google осигуряват избор между четири вида рамки, на цената от 225 долара, като при закупуването на ново устройство рамката е безплатна. С цел разнообразяване дизайна на предлаганите рамки, Google установява партньорство с италианска компания Luxottica, която притежава редица популярни марки слънчеви очила, сред които са Ray-Ban и Oakley.
През юни 2014 г. правителството на Непал въвежда използването на Google Glass при проследяването на бракониери на диви животни и растения в парка Chitwan, както и други свои паркове и резервати, попадащи в списъка на световното културно наследство. Успешната употреба на Google Glass при проследяването на животни в джунглата довежда до внедряването им във въоръжените сили на Непал.
През януари 2015 г. Google спират продажбата на Google Glass, с което се прекратява и програмата „Google Glass Explorer“.

### Дата на въвеждане в експлоатация
В началото на 2013 г., потенциални потребители на Google Glass са поканени да използват дискусия в Twitter, с цел да се състави профил на потребителя на продукта. От проведеното проучване са набелязани и уведомени 8000 потребители, които по-късно получават покана да посетят офис на Google, където след заплащане на пазарната цена да получат своите Google Glass комплекти, като едновременно с това бъдат инструктирани и обучени как да ги използват.
През февруари 2015 г., The New York Times съобщава, че Google Glass е в процес на преработка от бившия изпълнителен директор на Apple и настоящ ръководител на Google X – Тони Фадел, и че новата версия няма да бъде пусната в продажба, докато самият той не бъде убеден в съвършенството на този продукт.

## Характеристики
- Тъчпад: Тъчпадът е разположен острани на Google Glass, което позволява на потребителите да управляват устройството посредством избиране на опции от подобния на таблица интерфейс, визуализиран на екрана. При плъзване назад, на екрана се появяват текущите събития, като например времето, а при плъзване напред се показват минали събития, като например телефонни разговори, снимки, новини, ъпдейти и т.н.
- Камера: Google Glass има способността да прави снимки и да записва видео сигнал с резолюция 720р HD.
- Дисплей: Дисплеят при версия Explorer на Google Glass е изработен от течни кристали върху силициева подложка (LCoS), цветова система подобна на използваната в модерните телевизионните приемници (field-sequential color system), и LED подсветка. LED подсветката на дисплея най-напред се поляризира с електромагнитно поле, паралелно на подложката (известно още като Р-поляризация), след което посредством поляризиращ разделител на лъчи (polarizing beam splitter PBS) осветява LCoS панела. Панелът от своя страна отразява светлината, като променя полето на перпендикулярно (S-поляризация). След това светлината преминава през два поляризиращи сплитера, които я носочват към устройство за канализиране (collimating reflector). Накрая светлината се насочва от подобен на огледало отражател към окото на потребителя.

## Софтуер

### Приложения
Приложенията Google Glass са безплатни приложения, създадени от външни разработчици. Glass също така използва много съществуващи приложения на Google, като Google Now, Google Maps, Google+, and Gmail. Независимите приложения, представени на конференцията South by Southwest (SXSW) включват Evernote, Skitch, The New York Times, и Path.
На 23 март 2013 г., Google пусна Mirror API (програмен интерфейс), позволяващ на разработчиците да правят приложения за Glass. В условията за ползване се посочва, че разработчиците не могат да слагат реклами в своите приложения, както и да таксуват потребителите за услугата. Представител на Google сподели пред медията The Verge, че това може да се промени в бъдеще.
Много разработчици и компании са създали приложения за Glass, включително такива за новини, разпознаване на лица, (facial recognition), упражнения, фото манипулации, превод, и споделяне в социални мрежи като Facebook и Twitter.
На 16 май 2013 г., Google обяви пускането на седем нови приложения, част от които са напомняния от Evernote, модни новини от Elle и новини от CNN. След ъпдейта XE7 Glass версия Edition в началото на юли 2013 г., се появиха доказателства за наличието на „Glass Boutique“, електронен магазин, който ще даде възможност за синхронизация на Glass от Glassware и други прижложения.
Версия XE8 дебютира на 12 август 2013 г. Тя има вграден видео плейър и мултимедийни бутони. Също така има възможност за публикуване актуална информация в социалната мрежа Path, и позволява на потребителите да запазват бележки в Evernote. Няколко други подобрения са копчета за контрол на звука, разпознаване на глас, както и няколко нови Google Now карти.
На 19 ноември 2013 г., Google представи своя Glass Development Kit, демонстрирайки няколко нови приложения: Word Lens – приложение за превод, AllTheCooks – приложение за готварство и Strava – приложение за различни видове физическа активност.
На 15 май 2014 г., Google обяви три нови информационно туристически приложения – TripIt, Foursquare и OpenTable – с цел привличане на повече потребители.
На 25 юни 2014 г., Google обяви, че нотификации от Android Wear ще могат да бъдат изпращани до Glass.
На 8 октомври 2014 г., The European University Press публикува първата книга за четене с Google Glass, представена на Frankfurt Book Fair. Книгата може да се чете като нормална хартиена книга или обогатена с мултимедийни елементи – с Google Glass, Kindle, за Smartphone и Pads на операционните системи iOS и Android

### MyGlass
Google предлага на пазара приложение за Android и IOS, наречено My Glass, което позволява на потребителя да конфигурира и управлява устройството.

### Гласова активация
Освен от тъчпада Google Glass може да се контролира с помощта на гласови команди. За да активира Glass, носещият ги трябва да наклони глава нагоре с наклон от 30° (което може да бъде променено, според предпочитанията на потребителя) или чрез допир и гласова команда „OK, Glass.“ След като Glass се активира, човекът, който ги носи може да заяви действие, като например „Take a picture“ (Снимай), „Record a video“ (Запиши видео), „Hangout with [person/Google+ circle]“ (разговор с [човек / Google + кръг]), „Google 'What year was Wikipedia founded?“ (Гугъл, Коя година е основана Wikipedia?), „Give me directions to the Eiffel Tower“ (Как да стигна до Айфеловата кула) или „Send a message to John“ (Изпрати съобщение на Джон). Много от тези команди могат да бъдат видяни в промо видео пуснато през февруари 2013 г.). За резултатите от търсенето, които получава потребителят, гласовият отговор е реализиран с използване на костно звукопредаване чрез датчик, който се намира зад ухото, като по този начин звукът е почти недоловим за околните.

## Награди и похвали
През ноември 2012 г., Glass получи признание от |списание Тайм и е определено, като едно от „най-добрите изобретения на 2012 г.“, заедно с изобретения като Марсоходът Кюриосити. След посещение в Университета Кеймбридж от председателя на Google Ерик Шмид през февруари 2013 г., професорът от Wolfson College Джон Ноутън похвали Glass и го сравни с постиженията на хардуерния и мрежов пионер Дъглас Енгълбърт. Ноутън пише, че Енгълбърт вярвал, че машините „трябва да правят това, което правят най-добре, давайки свобода и на хората да правят това, което могат най-добре“.
През декември 2013 г., Дейвид Датуна стана първият човек, който внедри Google Glass в съвременно произведение на изкуството. Творбата дебютира на частно събитие в The New World Symphony в Маями Бийч, Флорида, САЩ, а за обществения дебют е преместена в квартала Miami Design District. Над 1500 души използваха Google Glass, за да изживеят американското знаме на Datuna от неговата поредица „Гледна точка на милиарди“. Случаи като този показват, че Glass може да промени перспективата, като се откриват нови измерения във визуалното изкуство.

## Критика и опасения за нарушаване на личното пространство
Различни източници споделят опасенията си към устройството, понеже нарушава личното пространство при използване на Google Glass на публично място понеже устройството записва разговора между хора без тяхното съгласие.

Адвокати по защита на личните данни се опасяват, че притежателите на такива устройства може да идентифицират непознати на улицата. Приложението „Find my Face“ (Разпознай лицето) на Google+ създава модел на човешкото лице, което улеснява отбелязването на снимки. Съществува приложение, което е способно да разпознае чужди лица и то е MORIS (Mobile Offender Recognition and Identification System), което струва 3,000 щатски долара и се използва единствено от полицията.
Някои компании в САЩ не одобряват употребата на Google Glass. През юли 2013 Стефан Балабан, създател на Lambda Labs успява да заобиколи забраната за лицево разпознаване на устройството като залага своя операционна система неодобрена от Google. След това инсталира софтуер способен да разпознава лица на база лични данни като снимки или списък с приятели. Опцията Winky позволява на потребителя чрез намигване да прави снимки или да сканира бар кодове, което е опасно, понеже по този начин могат да бъдат качени вируси на устройството.

Към списъка с проблеми за употребата на Google Glass се добавя и факта, че устройството е нелегално в повечето страни на бившия Съветски Блок, понеже нарушава забраната за съмнителна употреба на шпионски устройства, които могат да записват, снимат и разпознават лица.
Конгресният комитет на САЩ също е изразил опасения от използването на Google Glass в областта на защита на личните данни при кражба. От Google съобщиха, че се разработва софтуер, който да се справи с проблема и че междувременно потребителят може да заличи настройките на устройството дистанционно.

Също така журналистката на свободна практика Лиса Голдстейн, която е с увреден слух от рождение, пише в блога си, че устройството не е подходящо за хора с увреждания, като в нейния случаи средството за работа е гласови команди и недостатъчното обслужване на клиенти.
В Лас Вегас Google Glass е забранен в почти всички казина, като е цитирано желанието на собствениците на заведенията да спазват закона на щата Невада относно забраната за записващи устройства около места за хазард.

Други проблеми включвам увреждане на зрението, което е доказано частично от д-р Илай Пели работещ в Харвард. Отделно Университетът в Масачузетс е разработил приложение за Google Glass, което следи за движението на пръстите, когато хората въвеждат паролите си. 

## Съображения за безопасност
С пускането на пазара на Google Glass възникват и опасения относно тяхното използване докато се управлява моторно превозно средство. На 31 юли 2013 г. се съобщава, че шофирането, докато се носят Google Glass вероятно ще бъде забранено във Великобритания. Като причина се посочва възможността устройството да доведе до увеличаване на риска от безразсъдно шофиране. След решение на Министерството на транспорта на Великобритания действително се приема и фиксира наказателна мярка за нарушителите.
В САЩ, Западна Вирджиниа, през март 2013 г. държавният представител Гари Г. Хоуел внася поправка в законодателството на щата срещу писането на текстови съобщения по време на шофиране, която включва и забрана срещу използването на „преносими компютри с проектиран за носене на главата дисплей“. В интервю, Хоуел заявява, че на първо място са опасенията за сигурността, и че подобни приспособления могат да прожектират текст или видео в полето на видимостта на водача, което да доведе до отвличане на вниманието.
През октомври 2013 г., шофьор в Калифорния е глобен за „шофиране с дисплей видим за водача (Google Glass)“, след като е спрян от служител на полицейското управление на Сан Диего за шофиране с превишена скорост. Този шофьор става и първият глобен за носенето на Google Glass. Съдията по стартиралия процес отбеляза, че Google Glass попада под „компетенцията и намерението“ на забраната за шофиране с оптичен дисплей, предназначен за носене на главата. Случаят обаче е прекратен поради липса на доказателства за това, че устройството е използвано по време на нарушението.
През ноември 2014 г., група изследователи от Университета на Централна Флорида и изследователската лаборатория на Военновъздушните сили на САЩ, публикуват резултатите от сравнително проучване в автомобилен симулатор. По време на тестовете участниците са били помолени докато управляват симулатора да използват Google Glass или базиран на смартфон технологията интерфейс за съобщения, като в даден момент на симулацията се предизвиква аварийно събитие. В резултат на изследването се установява, че доставяните от Google Glass съобщения предоставят възможност за ограничаване на присъстващите в тях разсейващи елементи, но не ги елиминират напълно. По време на симулациите е изследван и потенциалният косвен риск при шофирането с монтиран на главата дисплей. Установява се, че използването на каквото и да е устройство за получаване и изпращане на съобщения повишава риска от възникване на аварийни ситуации.
През февруари 2014 г., жена носеща Google Glass е вербално и физически нападната в бар в Сан Франциско. Твърди се, че използвайки своето устройство, тази жена е нарушила личното пространство на останалите клиенти в заведението.

## Приложение в здравеопазването
През декември 2013 Medopad, компания базирана в Лондон, представи първият преносим здравен каталог и направи официална демонстрация на технологията на CeBIT конференцията през март 2014. С тази технология лекарите имат достъп до здравните картони на пациентите, жизнените показатели на даден пациент, и да си помогнат като споделят гледната си точка по време на операция, като се поддържа връзка с до 5 други специалиста.

Dchrono е калифорнийска компания, която е разработила приложение, което е преносим здравен картон. Чрез него лекарите, които са регистрирани за това приложение, могат да уговорят час с пациента си за консултация и/или операция. Здравните данни на пациента се съхраняват в електронен вариант запазен в клауд виртуално пространство.

На 20 юни 2013 г. доктор Рафаел Гросман успява да демонстрира възможностите на Google Glass по време на операция.

През април 2014 г. се извършва първата операция в Средния Изток използвайки Google Glass в медицинския център на американския университет в Бейрут. По време на операцията д-р Гасан Абу-Сита и д-р Усама Хамдан да комуникират с д-р Раж Виас, който по това време е бил в Ню Йорк.
През юли 2014 компанията Surgery Academy, базирана в Милано, Италия представи тренировъчна платформа за студенти по медицина. Платформата е MOOC (Massive open online course), който позволява на студентите да се включат по време на операция и да наблюдават хирургът (също използващ Google Glass).

## Журналистика и масови медийни приложения
През 2014, кореспондентът на предаването Voice of America, Каролин Пресути и електронният инженер Хосе Вега започват уеб проект, наречен „VOA & Google Glass“, който разглежда потенциалните цели на технологията в областта на журналистиката. Тази поредица от новинарски истории проучва технологията за докладване на приложения на живо, включително провеждане на интервюта и обхващане на истории от репортерска гледна точка. На 29 март 2014 г., вокалистът на американската група за акапелни изпълнения, Pentatonix партньор с Гласът на Америка, носи очилата в концерт на групата в DAR Constitution Hall във Вашингтон, по време на световното турне на бандата. Това е първото използване на Glass от изпълнител на професионален концерт.
В началото на есента на 2014 г. в Университета Южна Калифорния е проведен курс, наречен „Glass журналистика“, чиято цел е проучване приложението на устройството в журналистиката.

## Технически спецификации
Версия Explorer 1, за разработчици
- Андроид 4.4
- 640×360 Himax HX7309 LCoS дисплей
- 5-мегапикселова камера, с възможност за запис на видео с резолюция 720p
- Wi-Fi 802.11b/g
- Bluetooth
- 16GB място за съхранение (12 GB достъпно)
- Texas Instruments OMAP 4430 SoC 1.2Ghz Dual(ARMv7) процесор
- 1GB рам памет
- 3-осев жироскоп
- 3-осев акселерометър
- 3-осев компас
- Сензор за светлина и сензор за близост
- Констно звукопредаващ транзистор

Версия Explorer 2, за разработчици
- Андроид 4.4
- 640×360 Himax HX7309 LCoS дисплей
- 5-мегапикселова камера, с възможност за запис на видео с резолюция 720p
- Wi-Fi 802.11b/g
- Bluetooth
- 16GB място за съхранение (12 GB достъпно)
- Texas Instruments OMAP 4430 SoC 1.2Ghz Dual(ARMv7)
- 2GB рам памет
- 3-осев жироскоп
- 3-осев акселерометър
- 3-осев компас
- Сензор за светлина и сензор за близост
- Констно звукопредаващ транзистор

## Условия на ползване
Съгласно условията на „Google Glass“ за публично използване изрично се посочва, че „Не трябва да се препродава, заема, прехвърля или дава вашето устройство на друго лице. Ако това се случи без разрешение на Google, Google си запазва правото да деактивира устройството и нито вие, нито неупълномощеното лице което е използвало устройството ще има право за обратното му възстановяване както и за поддръжката на продукта или гаранцията му.“ Това помага да се предотврати неправомерното присвояване на устройството.
Wired коментира тази политика на компанията и твърдението за собственост над своя продукт след като той вече е продаден, казвайки: „Добре Дошли в новия свят такъв в който компаниите държат контрол дори и след покупка от потребителите. Други казват, че Гугъл очилата не са за публична продажба, а по скоро за частно тестване от избрани разработчици, и това не позволява на разработчиците в затворена бета версия да продават на потребителите. Това не е същото като забрана на потребителите да препродават публично пуснатите устройства.“

## Допълнителни източници
- „Doctors among Early Adopters of Google Glass“, Canadian Medical Association Journal, 30 септември 2013. Web. 11 октомври 2014.